# PSA World Tour 2019/20
Die PSA World Tour 2019/20 umfasst alle Squashturniere der Herren-Saison 2019/20 der PSA World Tour. Sie begann am 1. August 2019 und endete am 31. Juli 2020. Die nach dem Monat sortierte Übersicht zeigt den Ort des Turniers an, dessen Namen, das ausgeschüttete Gesamtpreisgeld, sowie den Sieger des Turniers. In der abschließenden Tabelle werden sämtliche Turniersieger nach der Menge ihrer Titel aufgelistet. Dabei ist es nicht relevant, welche Wertigkeit die vom Spieler gewonnenen Turniere besaßen, auch wenn eine entsprechende Erfassung erfolgt.
Am 3. Februar 2020 gab die PSA wegen der COVID-19-Pandemie zunächst die Verschiebung der Macau Open in Macau und des Perrier Squash Challenge Cups in Hongkong auf einen noch unbekannten späteren Zeitpunkt bekannt. Aufgrund der voranschreitenden Pandemie unterbrach die PSA zum 14. März die laufende Saison erst bis Ende April, ehe Verlängerungen der Unterbrechung bis Ende Juni und dann nochmals bis Mitte August folgten. Die ausgefallenen Turniere wurden nach Möglichkeit zu späterer Zeit nachgeholt werden. Die Weltrangliste wurde zum 1. April „eingefroren“, solange die Unterbrechung anhielt.
Die Saison 2019/20 bestand aus 131 bestätigten Turnieren, von denen 45 wegen der Pandemie abgesagt wurden. Das Gesamtpreisgeld aller 131 Turniere betrug 3.770.250 US-Dollar.

## Tourinformationen

### Anzahl nach Turnierserie
| Turnierserie | WM | Finals | Platinum | Gold | Silver | Bronze | Ch 30 | Ch 20 | Ch 10 | Ch 5 |
| ------------ | -- | ------ | -------- | ---- | ------ | ------ | ----- | ----- | ----- | ---- |
| Anzahl       | 1  | 1      | 6        | 5    | 4      | 3      | 4     | 8     | 36    | 63   |
| Gesamt       | 1  | 7      | 7        | 12   | 12     | 12     | 111   | 111   | 111   | 111  |

## Turnierplan

### August
| Datum         | Ort           | Turnier                                        | Preisgeld | Sieger              |
| ------------- | ------------- | ---------------------------------------------- | --------- | ------------------- |
| 01.08.–04.08. | Bendigo       | City of Greater Bendigo International 2019     | $ 6.000   | Darren Chan         |
| 01.08.–04.08. | Isesaki       | Greetings Squash Championship 2019             | $ 12.000  | Sébastien Bonmalais |
| 05.08.–10.08. | Kapstadt      | Growthpoint SA Open 2019                       | $ 12.000  | Youssef Ibrahim     |
| 06.08.–10.08. | Moskau        | MTC Squash Russian Open 2019                   | $ 6.000   | Aqeel Rehman        |
| 07.08.–11.08. | Houston       | Northwestern Mutual Lifetime Houston Open 2019 | $ 30.000  | Campbell Grayson    |
| 09.08.–11.08. | Whyalla       | Steel City South Australian Open 2019          | $ 6.000   | Angus Gillams       |
| 14.08.–18.08. | Shepparton    | City of Greater Shepparton International 2019  | $ 6.000   | Angus Gillams       |
| 22.08.–25.08. | Coffs Harbour | Roberts & Morrow North Coast Open 2019         | $ 6.000   | Ryōsei Kobayashi    |
| 23.08.–27.08. | Greater Noida | HCL SRFI Indian Tour — Delhi Leg 2019          | $ 12.000  | Vikram Malhotra     |
| 26.08.–30.08. | Islamabad     | Pakistan Squash Circuit I 2019                 | $ 12.000  | Asim Khan           |
| 30.08.–01.09. | Melbourne     | Squash Melbourne Open 2019                     | $ 6.000   | Rex Hedrick         |

### September
| Datum         | Ort           | Turnier                                        | Preisgeld | Sieger             |
| ------------- | ------------- | ---------------------------------------------- | --------- | ------------------ |
| 02.09.–06.09. | Kairo         | CIB Egyptian Tour 1 2019                       | $ 6.000   | Moustafa El Sirty  |
| 04.09.–08.09. | Madeira       | International Tournament Madeira Island 2019   | $ 12.000  | Patrick Rooney     |
| 04.09.–08.09. | Shanghai      | J.P. Morgan China Squash Open 2019             | $ 112.000 | Mohamed Elshorbagy |
| 09.09.–14.09. | Nantes        | Open de France Nantes 2019                     | $ 73.500  | Paul Coll          |
| 10.09.–14.09. | Hongkong      | HKFC PSA International Squash Open 2019        | $ 30.000  | Greg Lobban        |
| 12.09.–15.09. | Marietta      | The Centerstate Bank Marietta Open 2019        | $ 12.000  | Victor Crouin      |
| 17.09.–21.09. | London        | Nash Cup 2019                                  | $ 12.000  | Auguste Dussourd   |
| 18.09.–22.09. | Suqian        | China Suqian International Squash Classic 2019 | $ 6.000   | Carlos Cornes      |
| 19.09.–22.09. | Santa Fe      | Kiva Club Open 2019                            | $ 6.000   | Michael McCue      |
| 22.09.–25.09. | Doha          | QSF 3 2019                                     | $ 6.000   | Benjamin Aubert    |
| 24.09.–30.09. | San Francisco | Oracle Netsuite Open 2019                      | $ 121.000 | Mohamed Elshorbagy |
| 25.09.–28.09. | Charlottetown | Aspin Cup 2019                                 | $ 6.000   | Auguste Dussourd   |
| 25.09.–29.09. | Kuala Lumpur  | Malaysian Open 2019                            | $ 30.000  | Eain Yow Ng        |
| 25.09.–30.09. | Haining       | Haining Squash Open 2019                       | $ 6.000   | Ryōsei Kobayashi   |
| 26.09.–29.09. | The Plains    | Wakefield PSA 2019                             | $ 6.000   | Christopher Gordon |

### Oktober
| Datum         | Ort           | Turnier                                               | Preisgeld | Sieger                 |
| ------------- | ------------- | ----------------------------------------------------- | --------- | ---------------------- |
| 02.10.–06.10. | Kairo         | CIB Egyptian Tour 2 2019                              | $ 6.000   | Moustafa El Sirty      |
| 02.10.–06.10. | Prag          | Czech Open 2019                                       | $ 6.000   | Jan Van den Herrewegen |
| 05.10.–12.10. | Philadelphia  | FS Investments U.S. Open Squash Championships 2019    | $ 185.500 | Ali Farag              |
| 09.10.–13.10. | Auckland      | Coverstaff Recruitment Squash XL Open 2019            | $ 6.000   | Tang Ming-Hong         |
| 13.10.–17.10. | Chennai       | HCL SRFI Indian Tour — Chennai Leg 2019               | $ 20.000  | Ivan Yuen              |
| 15.10.–19.10. | Tring         | Arnold Homes Tring Open 2019                          | $ 20.000  | Patrick Rooney         |
| 16.10.–20.10. | Houston       | 2nd Novum Energy Texas Open Squash Championships 2019 | $ 12.000  | Nathan Lake            |
| 16.10.–20.10. | Cleveland     | Cleveland Skating Club Open 2019                      | $ 20.000  | Greg Lobban            |
| 16.10.–20.10. | Chicago       | Life Time Chicago Open 2019                           | $ 30.000  | Adrian Waller          |
| 23.10.–27.10. | Uster         | Swiss Open 2019                                       | $ 12.000  | Dimitri Steinmann      |
| 23.10.–01.11. | Kairo         | CIB Egyptian Squash Open 2019                         | $ 185.000 | Karim Abdel Gawad      |
| 30.10.–02.11. | Christ Church | PSA BTMI Barbados Open 2019                           | $ 6.000   | Shawn Delierre         |
| 30.10.–02.11. | Palo Alto     | Celestino Martinez Memorial Tournament 2019           | $ 6.000   | Shahjahan Khan         |

### November
| Datum         | Ort           | Turnier                                               | Preisgeld | Sieger                 |
| ------------- | ------------- | ----------------------------------------------------- | --------- | ---------------------- |
| 01.11.–03.11. | Brisbane      | Queensland Open 2019                                  | $ 6.000   | Rex Hedrick            |
| 06.11.–10.11. | Kelowna       | APM Kelowna Open 2019                                 | $ 12.000  | Leonel Cárdenas        |
| 07.11.–10.11. | Cairns        | Pacific Toyota Cairns Squash International 2019       | $ 6.000   | Wong Chi-Him           |
| 08.11.–15.11. | Doha          | Squash-Weltmeisterschaft 2019/20                      | $ 335.000 | Tarek Momen            |
| 13.11.–17.11. | Niort         | Open International Niort Venise Verte 2019            | $ 12.000  | Shahjahan Khan         |
| 15.11.–17.11. | Cluj-Napoca   | Romanian Open 2019                                    | $ 6.000   | Balázs Farkas          |
| 19.11.–23.11. | Santo Domingo | Dominica Squash Open 2019                             | $ 12.000  | Victor Crouin          |
| 19.11.–24.11. | Weybridge     | Channel VAS Championships at St George’s Hill 2019    | $ 106.000 | Karim Abdel Gawad      |
| 20.11.–24.11. | London        | London Open 2019                                      | $ 12.000  | James Willstrop        |
| 20.11.–24.11. | Rende         | Internazionali D’Italia 2019                          | $ 6.000   | Elliott Morris Devred  |
| 20.11.–24.11. | Las Vegas     | Life Time Vegas Open 2019                             | $ 6.000   | Nick Wall              |
| 21.11.–24.11. | Saskatoon     | Saskatoon International Movember Boast 2019           | $ 12.000  | Alfredo Ávila          |
| 22.11.–24.11. | Lysaker       | Capra Baerum Open 2019                                | $ 6.000   | Bernat Jaume           |
| 26.11.–30.11. | Kenilworth    | Aston and Fincher Sutton Coldfield International 2019 | $ 6.000   | Jan Van den Herrewegen |
| 26.11.–30.11. | Valencia      | PSA Valencia Open 2019                                | $ 12.000  | Carlos Cornes          |
| 27.11.–01.12. | Medicine Hat  | Medicine Hat Open 2019                                | $ 6.000   | Daniel Mekbib          |
| 28.11.–01.12. | Chongqing     | International Squash Classic 2019                     | $ 6.000   | Tomotaka Endō          |

### Dezember
| Datum         | Ort        | Turnier                                            | Preisgeld | Sieger              |
| ------------- | ---------- | -------------------------------------------------- | --------- | ------------------- |
| 03.12.–07.12. | Cognac     | Cognac Open 2019                                   | $ 6.000   | Tom Ford            |
| 04.12.–07.12. | Saint Paul | Securian Open 2019                                 | $ 12.000  | Leonel Cárdenas     |
| 04.12.–08.12. | Boca Raton | Life Time Betty Griffin Memorial Florida Open 2019 | $ 12.000  | Vikram Malhotra     |
| 11.12.–14.12. | Bratislava | IMET Open 2019                                     | $ 6.000   | Daniel Mekbib       |
| 15.12.–19.12. | Islamabad  | Pakistan International Squash Tournament 2019      | $ 20.000  | Tayyab Aslam        |
| 17.12.–21.12. | Mumbai     | HCL SRFI Indian Tour — Mumbai Leg 2019             | $ 20.000  | Harinder Pal Sandhu |
| 20.12.–24.12. | Karatschi  | 13th DG Rangers Sindh Squash Championship 2019     | $ 12.000  | Tayyab Aslam        |
| 23.12.–27.12. | Kairo      | CIB Egyptian Tour 3 2019                           | $ 6.000   | Marwan Tarek        |

### Januar
| Datum         | Ort           | Turnier                                       | Preisgeld | Sieger                 |
| ------------- | ------------- | --------------------------------------------- | --------- | ---------------------- |
| 10.01.–17.01. | New York City | J. P. Morgan Tournament of Champions 2020     | $ 195.000 | Mohamed Elshorbagy     |
| 14.01.–18.01. | Berlin        | Airport Squash & Fitness Xmas Challenger 2020 | $ 6.000   | Moustafa El Sirty      |
| 22.01.–26.01. | Pittsburgh    | Pittsburgh Open 2020                          | $ 52.500  | Fares Dessouki         |
| 28.01.–02.02. | Odense        | Odense Open 2020                              | $ 6.000   | Jan Van den Herrewegen |
| 30.01.–02.02. | Philadelphia  | E.M. Noll Classic 2020                        | $ 12.000  | Nathan Lake            |
| 30.01.–02.02. | Jaipur        | HCL SRFI Indian Tour — Jaipur Leg 2020        | $ 6.000   | Ibrahim Elkabbani      |

### Februar
| Datum         | Ort              | Turnier                                            | Preisgeld | Sieger             |
| ------------- | ---------------- | -------------------------------------------------- | --------- | ------------------ |
| 04.02.–08.02. | Karatschi        | 14th CNS International Squash Championship 2020    | $ 20.000  | Ivan Yuen          |
| 05.02.–09.02. | Atlanta          | Life Time Atlanta Open 2020                        | $ 12.000  | Christopher Binnie |
| 05.02.–09.02. | Bloomfield Hills | Motor City Open 2020                               | $ 76.000  | Diego Elías        |
| 06.02.–09.02. | Calgary          | Linear Logistics Bankers Hall Club Pro Am 2020     | $ 12.000  | Dimitri Steinmann  |
| 10.02.–13.02. | Toronto          | Assante Wealth Management Carter Classic 2020      | $ 12.000  | Lyell Fuller       |
| 11.02.–15.02. | Portland         | Oregon Open 2020                                   | $ 20.000  | Vikram Malhotra    |
| 18.02.–22.02. | Toronto          | Chronicle Wealth Guilfoyle PSA Squash Classic 2020 | $ 6.000   | Daniel Mekbib      |
| 19.02.–23.02. | Calgary          | Mount Royal University Open 2020                   | $ 6.000   | Graeme Schnell     |
| 21.02.–25.02. | Toronto          | Troilus Gold Canada Cup 2020                       | $ 79.500  | Tarek Momen        |
| 24.02.–28.02. | Kairo            | CIB Egyptian Tour 4 2020                           | $ 6.000   | Yahya Elnawasany   |
| 27.02.–01.03. | Eastleigh        | Hampshire Open 2020                                | $ 6.000   | Ryōsei Kobayashi   |
| 27.02.–04.03. | Chicago          | The Windy City Open 2020                           | $ 250.000 | Ali Farag          |

### März
| Datum         | Ort               | Turnier                                            | Preisgeld | Sieger             |
| ------------- | ----------------- | -------------------------------------------------- | --------- | ------------------ |
| 05.03.–08.03. | Winnipeg          | Qualico Manitoba Open 2020                         | $ 12.000  | Nathan Lake        |
| 05.03.–08.03. | Auckland          | Barfoot & Thompson Auckland Open 2020              | $ 6.000   | Henry Leung        |
| 08.03.–13.03. | London            | St. James’s Place Canary Wharf Squash Classic 2020 | $ 109.500 | Mohamed Elshorbagy |
| 17.03.–20.03. | Devonshire Parish | Bermuda Open 2020                                  | $ 6.000   | abgesagt           |
| 17.03.–22.03. | Zürich            | Grasshopper Cup 2020                               | $ 109.000 | abgesagt           |
| 19.03.–22.03. | Lethbridge        | The Lethbridge Pro-Am 2020                         | $ 12.000  | abgesagt           |
| 19.03.–23.03. | Kairo             | CIB Egyptian Tour 5 2020                           | $ 6.000   | abgesagt           |
| 24.03.–28.03. | Boston            | Infinitum Squash Open 2020                         | $ 12.000  | abgesagt           |
| 27.03.–30.03. | Moskau            | Subbotnik Open 2020                                | $ 6.000   | abgesagt           |
| 30.03.–03.04. | Charlottesville   | McArthur Squash Center Pro Challenger 2020         | $ 6.000   | abgesagt           |
| 31.03.–04.04. | Road Town         | Kalo Tortola Classic 2020                          | 12.000    | abgesagt           |

### April
| Datum         | Ort           | Turnier                                                       | Preisgeld | Sieger   |
| ------------- | ------------- | ------------------------------------------------------------- | --------- | -------- |
| 01.04.–05.04. | Rochester     | Rochester Pro Am 2020                                         | $ 6.000   | abgesagt |
| 07.04.–10.04. | Louisville    | Louisville Open 2020                                          | $ 12.000  | abgesagt |
| 07.04.–11.04. | Virgin Gorda  | Virgin Gorda Classic 2020                                     | 12.000    | abgesagt |
| 08.04.–12.04. | Philadelphia  | Life Time Philadelphia Open 2020                              | $ 12.000  | abgesagt |
| 08.04.–17.04. | el-Guna       | El Gouna International Squash Open 2020                       | $ 196.500 | abgesagt |
| 15.04.–19.04. | Vernon        | Vernon Optometry Squash Open 2020                             | $ 6.000   | abgesagt |
| 15.04.–19.04. | Roodepoort    | West Rand Open 2020                                           | $ 6.000   | abgesagt |
| 15.04.–19.04. | Cincinnati    | Cincinnati Queen City Open 2020                               | $ 12.000  | abgesagt |
| 18.04.–21.04. | Indore        | HCL SRFI Indian Tour – Indore Leg 2020                        | $ 6.000   | abgesagt |
| 20.04.–23.04. | Kuala Lumpur  | SRAM PSA 1 2020                                               | $ 6.000   | abgesagt |
| 20.04.–24.04. | Johannesburg  | Assore/Baldwin Johannesburg Open 2020                         | $ 6.000   | abgesagt |
| 20.04.–25.04. | Lima          | Lima Open 2020                                                | $ 52.000  | abgesagt |
| 21.04.–25.04. | Dublin        | Cannon Kirk Irish Squash Open 2020                            | $ 20.000  | abgesagt |
| 21.04.–25.04. | Kriens        | Sekisui Open 2020                                             | $ 12.000  | abgesagt |
| 22.04.–25.04. | Madison       | Madison Open 2020                                             | $ 12.000  | abgesagt |
| 26.04.–29.04. | Chennai       | HCL SRFI Indian Tour – Chennai Leg 2020                       | $ 6.000   | abgesagt |
| 27.04.–01.05. | Kapstadt      | WP Keith Grainger Memorial UCT Open Squash Championships 2020 | $ 6.000   | abgesagt |
| 29.04.–03.05. | New York City | New York Squash Hyder Trophy 2020                             | $ 12.000  | abgesagt |

### Mai
| Datum         | Ort                | Turnier                                                          | Preisgeld | Sieger   |
| ------------- | ------------------ | ---------------------------------------------------------------- | --------- | -------- |
| 02.05.–05.05. | Thiruvananthapuram | HCL SRFI Indian Tour – Tivandrum Leg 2020                        | $ 6.000   | abgesagt |
| 06.05.–10.05. | New York City      | CityView Open 2020                                               | $ 6.000   | abgesagt |
| 06.05.–10.05. | Manchester         | Manchester Open 2020                                             | $ 78.500  | abgesagt |
| 12.05.–16.05. | Galway             | West of Ireland Open 2020                                        | $ 12.000  | abgesagt |
| 17.05.–22.05. | London             | The Wimbledon Club Open 2020                                     | $ 51.250  | abgesagt |
| 21.05.–24.05. | Marsa              | Malta International Open 2020                                    | $ 6.000   | abgesagt |
| 25.05.–31.05. | Hull               | Allam British Open 2020                                          | $ 177.500 | abgesagt |
| 26.05.–30.05. | La Massana         | AnyósPark Open 2020                                              | $ 12.000  | abgesagt |
| 26.05.–30.05. | Resistencia        | Gobierno de la Provincia del Chaco Regatas Resistencia Open 2020 | $ 12.000  | abgesagt |
| 30.05.–01.06. | Kalgoorlie         | City of Kalgoorlie Golden Open 2020                              | $ 6.000   | abgesagt |

### Juni
| Datum         | Ort                   | Turnier                                     | Preisgeld | Sieger   |
| ------------- | --------------------- | ------------------------------------------- | --------- | -------- |
| 02.06.–05.06. | Kuala Lumpur          | SRAM PSA 2 2020                             | $ 6.000   | abgesagt |
| 03.06.–06.06. | Royal Tunbridge Wells | Trident Machines/Colin Payne Kent Open 2020 | $ 6.000   | abgesagt |
| 13.06.–16.06. | Pune                  | HCL SRFI Indian Tour – Pune Leg 2020        | $ 6.000   | abgesagt |
| 17.06.–20.06. | Salzburg              | Austrian Open 2020                          | $ 6.000   | abgesagt |
| 22.06.–25.06. | Port Chester          | MSquash Open 2020                           | $ 6.000   | abgesagt |
| 24.06.–28.06. | Bendigo               | City of Greater Bendigo International 2020  | $ 6.000   | abgesagt |

### Juli
| Datum         | Ort           | Turnier                                       | Preisgeld | Sieger   |
| ------------- | ------------- | --------------------------------------------- | --------- | -------- |
| 01.07.–05.07. | Melbourne     | Victorian Open 2020                           | $ 6.000   | abgesagt |
| 11.07.–15.07. | Greater Noida | HCL SRFI Indian Tour – Noida Leg 2020         | $ 6.000   | abgesagt |
| 29.07.–02.08. | Shepparton    | City of Greater Shepparton International 2020 | $ 6.000   | abgesagt |

### September
| Datum         | Ort   | Turnier                         | Preisgeld | Sieger            |
| ------------- | ----- | ------------------------------- | --------- | ----------------- |
| 28.09.–03.10. | Kairo | PSA World Tour Finals 2019/20 1 | $ 185.000 | Marwan Elshorbagy |

 1 Ursprünglich sollte das Turnier bereits im Juni 2020 ausgetragen werden, wurde von der PSA dann aber aufgrund der COVID-19-Pandemie auf September 2020 verschoben.

## Turniersieger
| Platz | Spieler                | Siege | WM | Finals | Platinum | Gold | Silver | Bronze | Ch 30 | Ch 20 | Ch 10 | Ch 5 |
| ----- | ---------------------- | ----- | -- | ------ | -------- | ---- | ------ | ------ | ----- | ----- | ----- | ---- |
| 1.    | Mohamed Elshorbagy     | 4     |    |        | 1        | 3    |        |        |       |       |       |      |
| 2.    | Moustafa El Sirty      | 3     |    |        |          |      |        |        |       |       |       | 3    |
| 2.    | Ryōsei Kobayashi       | 3     |    |        |          |      |        |        |       |       |       | 3    |
| 2.    | Nathan Lake            | 3     |    |        |          |      |        |        |       |       | 3     |      |
| 2.    | Vikram Malhotra        | 3     |    |        |          |      |        |        |       | 1     | 2     |      |
| 2.    | Daniel Mekbib          | 3     |    |        |          |      |        |        |       |       |       | 3    |
| 2.    | Jan Van den Herrewegen | 3     |    |        |          |      |        |        |       |       |       | 3    |
| 8.    | Tayyab Aslam           | 2     |    |        |          |      |        |        |       | 1     | 1     |      |
| 8.    | Leonel Cárdenas        | 2     |    |        |          |      |        |        |       |       | 2     |      |
| 8.    | Carlos Cornes          | 2     |    |        |          |      |        |        |       |       | 1     | 1    |
| 8.    | Victor Crouin          | 2     |    |        |          |      |        |        |       |       | 2     |      |
| 8.    | Auguste Dussourd       | 2     |    |        |          |      |        |        |       |       | 1     | 1    |
| 8.    | Ali Farag              | 2     |    |        | 2        |      |        |        |       |       |       |      |
| 8.    | Karim Abdel Gawad      | 2     |    |        | 1        | 1    |        |        |       |       |       |      |
| 8.    | Angus Gillams          | 2     |    |        |          |      |        |        |       |       |       | 2    |
| 8.    | Rex Hedrick            | 2     |    |        |          |      |        |        |       |       |       | 2    |
| 8.    | Shahjahan Khan         | 2     |    |        |          |      |        |        |       |       | 1     | 1    |
| 8.    | Greg Lobban            | 2     |    |        |          |      |        |        | 1     | 1     |       |      |
| 8.    | Tarek Momen            | 2     | 1  |        |          |      | 1      |        |       |       |       |      |
| 8.    | Patrick Rooney         | 2     |    |        |          |      |        |        |       | 1     | 1     |      |
| 8.    | Dimitri Steinmann      | 2     |    |        |          |      |        |        |       |       | 2     |      |
| 8.    | Ivan Yuen              | 2     |    |        |          |      |        |        |       | 2     |       |      |
| 23.   | Benjamin Aubert        | 1     |    |        |          |      |        |        |       |       |       | 1    |
| 23.   | Alfredo Ávila          | 1     |    |        |          |      |        |        |       |       | 1     |      |
| 23.   | Christopher Binnie     | 1     |    |        |          |      |        |        |       |       | 1     |      |
| 23.   | Sébastien Bonmalais    | 1     |    |        |          |      |        |        |       |       | 1     |      |
| 23.   | Darren Chan            | 1     |    |        |          |      |        |        |       |       |       | 1    |
| 23.   | Paul Coll              | 1     |    |        |          |      | 1      |        |       |       |       |      |
| 23.   | Shawn Delierre         | 1     |    |        |          |      |        |        |       |       |       | 1    |
| 23.   | Fares Dessouki         | 1     |    |        |          |      |        | 1      |       |       |       |      |
| 23.   | Diego Elías            | 1     |    |        |          |      | 1      |        |       |       |       |      |
| 23.   | Ibrahim Elkabbani      | 1     |    |        |          |      |        |        |       |       |       | 1    |
| 23.   | Yahya Elnawasany       | 1     |    |        |          |      |        |        |       |       |       | 1    |
| 23.   | Marwan Elshorbagy      | 1     |    | 1      |          |      |        |        |       |       |       |      |
| 23.   | Tomotaka Endō          | 1     |    |        |          |      |        |        |       |       |       | 1    |
| 23.   | Balázs Farkas          | 1     |    |        |          |      |        |        |       |       |       | 1    |
| 23.   | Tom Ford               | 1     |    |        |          |      |        |        |       |       |       | 1    |
| 23.   | Lyell Fuller           | 1     |    |        |          |      |        |        |       |       | 1     |      |
| 23.   | Christopher Gordon     | 1     |    |        |          |      |        |        |       |       |       | 1    |
| 23.   | Campbell Grayson       | 1     |    |        |          |      |        |        | 1     |       |       |      |
| 23.   | Youssef Ibrahim        | 1     |    |        |          |      |        |        |       |       | 1     |      |
| 23.   | Bernat Jaume           | 1     |    |        |          |      |        |        |       |       |       | 1    |
| 23.   | Asim Khan              | 1     |    |        |          |      |        |        |       |       | 1     |      |
| 23.   | Henry Leung            | 1     |    |        |          |      |        |        |       |       |       | 1    |
| 23.   | Michael McCue          | 1     |    |        |          |      |        |        |       |       |       | 1    |
| 23.   | Elliott Morris Devred  | 1     |    |        |          |      |        |        |       |       |       | 1    |
| 23.   | Harinder Pal Sandhu    | 1     |    |        |          |      |        |        |       | 1     |       |      |
| 23.   | Aqeel Rehman           | 1     |    |        |          |      |        |        |       |       |       | 1    |
| 23.   | Graeme Schnell         | 1     |    |        |          |      |        |        |       |       |       | 1    |
| 23.   | Tang Ming-Hong         | 1     |    |        |          |      |        |        |       |       |       | 1    |
| 23.   | Marwan Tarek           | 1     |    |        |          |      |        |        |       |       |       | 1    |
| 23.   | Nick Wall              | 1     |    |        |          |      |        |        |       |       |       | 1    |
| 23.   | Adrian Waller          | 1     |    |        |          |      |        |        | 1     |       |       |      |
| 23.   | James Willstrop        | 1     |    |        |          |      |        |        |       |       | 1     |      |
| 23.   | Wong Chi-Him           | 1     |    |        |          |      |        |        |       |       |       | 1    |
| 23.   | Eain Yow Ng            | 1     |    |        |          |      |        |        | 1     |       |       |      |

## Nationenwertung
| Platz | Nation             | Siege | WM | Finals | Platinum | Gold | Silver | Bronze | Ch 30 | Ch 20 | Ch 10 | Ch 5 |
| ----- | ------------------ | ----- | -- | ------ | -------- | ---- | ------ | ------ | ----- | ----- | ----- | ---- |
| 1.    | Ägypten            | 19    | 1  | 1      | 4        | 4    | 1      | 1      |       |       | 1     | 6    |
| 2.    | England            | 10    |    |        |          |      |        |        | 1     | 1     | 6     | 2    |
| 3.    | Frankreich         | 6     |    |        |          |      |        |        |       |       | 4     | 2    |
| 4.    | Indien             | 4     |    |        |          |      |        |        |       | 2     | 2     |      |
| 4.    | Japan              | 4     |    |        |          |      |        |        |       |       |       | 4    |
| 4.    | Malaysia           | 4     |    |        |          |      |        |        | 1     | 2     |       | 1    |
| 4.    | Schottland         | 4     |    |        |          |      |        |        | 1     | 1     |       | 2    |
| 8.    | Belgien            | 3     |    |        |          |      |        |        |       |       |       | 3    |
| 8.    | Hongkong           | 3     |    |        |          |      |        |        |       |       |       | 3    |
| 8.    | Kanada             | 3     |    |        |          |      |        |        |       |       |       | 3    |
| 8.    | Mexiko             | 3     |    |        |          |      |        |        |       |       | 3     |      |
| 8.    | Pakistan           | 3     |    |        |          |      |        |        |       | 1     | 2     |      |
| 8.    | Spanien            | 3     |    |        |          |      |        |        |       |       | 1     | 2    |
| 8.    | Tschechien         | 3     |    |        |          |      |        |        |       |       |       | 3    |
| 8.    | Vereinigte Staaten | 3     |    |        |          |      |        |        |       |       | 1     | 2    |
| 16.   | Australien         | 2     |    |        |          |      |        |        |       |       |       | 2    |
| 16.   | Neuseeland         | 2     |    |        |          |      | 1      |        | 1     |       |       |      |
| 16.   | Schweiz            | 2     |    |        |          |      |        |        |       |       | 2     |      |
| 19.   | Jamaika            | 1     |    |        |          |      |        |        |       |       | 1     |      |
| 19.   | Österreich         | 1     |    |        |          |      |        |        |       |       |       | 1    |
| 19.   | Peru               | 1     |    |        |          |      | 1      |        |       |       |       |      |
| 19.   | Ungarn             | 1     |    |        |          |      |        |        |       |       |       | 1    |
| 19.   | Wales              | 1     |    |        |          |      |        |        |       |       |       | 1    |